# Specklinia simpliciflora
Specklinia simpliciflora är en orkidéart som först beskrevs av Donald Dungan Dod, och fick sitt nu gällande namn av Carlyle August Luer. Specklinia simpliciflora ingår i släktet Specklinia och familjen orkidéer. Inga underarter finns listade i Catalogue of Life.